# Lonchura fringilloides
El capuchino pío (Lonchura fringilloides) es una especie de ave paseriforme de la familia Estrildidae propia del África subsahariana. 

## Distribución y hábitat
Se encuentra en los bosques tropicales abiertos, las sabanas secas, las zonas de matorral y herbazales de África occidental, central y oriental, en una extensión total de unos 1.400.000 km².